# Moldova történelme
Moldova történelme az őskőkorban kezdődött, az ember legkorábbi nyomai területén kb. egymillió évesek. A rézkorban itt fejlődött ki a cucuteni kultúra, melynek települései ekkor egész Európában a legnépesebbek voltak. A vaskorban déli, sztyeppei részén a kimmerek, majd a szkíták, az erdős zónában pedig trákok telepedtek le. A helyi trákokból jöttek létre a géták, akik a szomszédos dákokkal léptek szövetségre. A népvándorlás korában Moldova területe előbb a gótok, majd a hunok uralma alá került, az 5. századtól pedig szlávok települtek le. A 9. században az etelközi magyarok, utána pedig a besenyők, majd a kunok szállták meg a területet. A 12. századtól oláhok kezdtek beköltözni a Kárpátok és a Dnyeszter közére és idővel többségbe kerültek. A tatárjárás után egy évszázadig az Arany Horda uralta a régiót. Az 1340-es években a magyarok a Dnyeszter mögé űzték a tatárokat és Nagy Lajos megbízásából Dragoș máramarosi vajda megalapította a Moldvai Fejedelemséget. Utódai még  14. században elszakadtak a Magyar Királyságtól és hol lengyel, hol magyar szövetségben sikeresen lavíroztak a szomszédos nagyhatalmak között, míg a 16. század közepén kénytelenek nem lettek behódolni a török szultánnak. Moldva török vazallus maradt egészen a 18. század végéig, amikor a Prut folyótól keletre eső részét – Besszarábiát – Oroszország el nem csatolta. Nyugati fele a 19. század közepén egyesült Havasalfölddel. Besszarábia az első világháború végéig a cári birodalom része volt, de az orosz forradalom idején kikiáltották a független Moldáv Demokratikus Köztársaságot, amely a megszálló román hadsereg nyomására csatlakozott a Román Királysághoz. 1940-ben, a Molotov-Ribbentrop paktumot követően a Szovjetunió ultimátumban követelte Besszarábia visszaadását és a követelést Bukarest kénytelen volt teljesíteni. Létrejött a Moldáv Szovjet Szocialista Köztársaság. Egy évvel később, 1942 nyarán Románia csatlakozott a Szovjetunió elleni német támadáshoz, visszacsatolta Besszarábiát és megszállta a Déli-Bugig terjedő Transznisztriát. A második világháború végén Moldávia visszakerült a Szovjetunióhoz, amelytől 1991-ben Moldovai Köztársaság néven kimondta függetlenségét. Mivel a kisebbségek tartottak a Romániához való csatlakozástól, kikiáltották autonómiájukat. A moldáv kormány a török nyelvű gagauzokkal sikeresen megegyezett, de az orosz-ukrán Dnyesztermelléki Köztársaság a szovjet 14. hadsereg segítségével de facto független államot hozott létre, amelyet azonban egyetlen ENSZ-tagállam sem ismer el.

### Őstörténet
Az ember legrégebbi nyomai a mai Moldova területén a korai őskőkorból származnak. A Dnyeszter alsó folyásánál, Bayrakinál és Creţeştinél az olduvai kultúrához tartozó, egymillió éves kőeszközöket találtak. A korai őskőkor acheuli kultúrájának 450-730 ezeréves eszközeit ásták ki a Bayraki-I lelőhelyen, Pohrebea községben és az Ofatinți melletti barlangban. A Dnyeszter valamikori árterén egykori kőépítmények nyomait találták meg. Buteşti, Buzdugeni és Trinca mellett a középső paleolitból 40-70 ezeréves, Moustier-kultúra kőszerszámai bukkantak elő.
A kései paleolitban (10-40 ezer éve) megjelent a cro-magnoni ember, amelynek táborhelyeit Brînzeni és Ciutuleşti barlangjaiban találták meg. Előbbinek alsó rétegeiben a Szeleta-kultúra képviseltette magát.

A cucuteni kultúra kiterjedése

A legrégebbi moldovai neolit lelőhelyek az i.e. 5. évezredből származnak és a bug-dnyeszteri kultúra hagyta őket hátra (Soroca mellett). Az évezred végére a Dnyeszter és Prut közötti területre elkezdtek beköltözni a vonaldíszes kerámia kultúrájának népei. Ezeknek a kölcsönhatásából – és az al-dunai Boian-kultúra erős befolyása mellett – kialakult a rézkori cucuteni kultúra, amely több mint kétezer évig uralta a régiót. Legismertebb településeit Florești, Solonceni, Brînzeni, Ofatinți és Jura mellett ásták ki a régészek. Ekkoriban már elterjedt a növénytermesztés és állattenyésztés, a szövés és az égetett cserépedények technikája. Településeiken 20-40 ezer ember is élhetett, ekkoriban ezek voltak a legnagyobbak egész Európában. Az ország déli részére behatolt a balkáni gumelnița–karanovói kultúra is.
A bronzkorban sztyeppei nomádok foglalták el Moldovát, bár a bronzkor végére egy részük letelepedett. Az erdős sztyeppi zónában a Noua-kultúra képviselői, a füves síkságokon a kimmerek domináltak. Emléküket az egész országban megtalálható kurgánsírok őrzik.
A vaskorban, az i.e. 1. évezred első felében az erdős zónába benyomultak a trákok, míg a szteppén továbbra is kimmerek éltek. A trákok moldovai történetét három szakasz jellemzi: az i.e. 10-9. században történt a bronzkorból a vaskorba való átmenet, a 8-6. században széleskörűen elterjedtek a vaseszközök, az i.e. 5. századtól időszámításunk kezdetéig tartó időszakban pedig kialakultak belőlük a géták.
A géták törzsszövetségeket alkottak és egyfajta katonai demokráciában éltek. Településeiket Butuceniben és Saharnában ásták ki. Kapcsolatban álltak a fekete-tengeri görög kolóniákkal, erről tanúskodnak a Dnyeszter torkolatában fekvő görög város, Türasz által kiadott érmék és a görög amforák. Az i. e. 3. század végén – 2. század elején idegen törzsek telepedtek a géták mellé (az írott források basztarnákként vagy galatákként hivatkoznak rájuk). Keveredésükből jött létre a géta dominanciájú lukasevói kultúra.
Az i. e. 4–3. században a Dnyeszter torkolatában a Hérodotosz által helleno-szkítáknak nevezett félnomád nép telepedett meg. A keletebbre élő nomád szkíták rendszeres betörésekkel zaklatták a Kárpátok és a Dnyeszter közötti gétákat.

## Római hatás

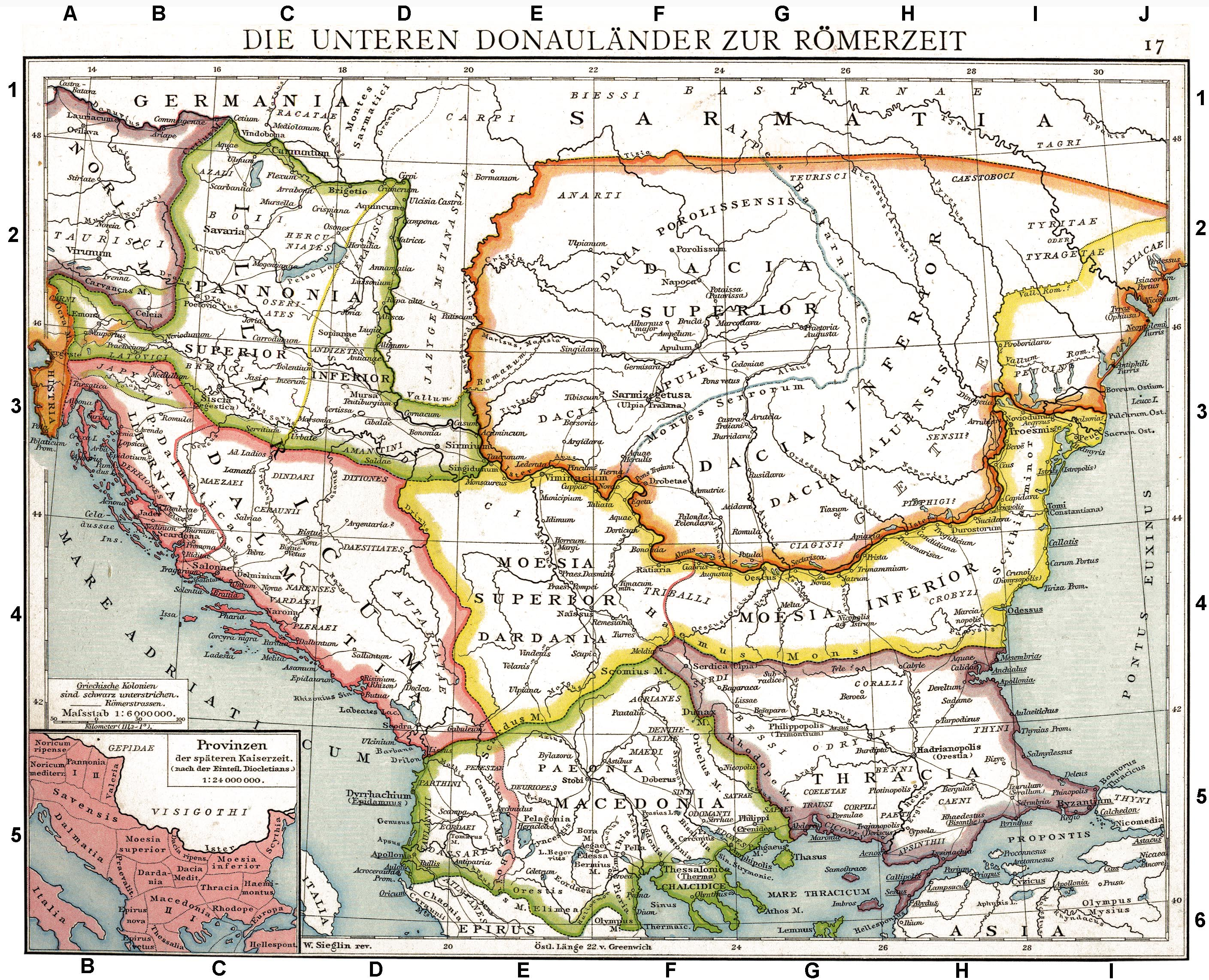
A Balkán-félsziget a római korban

Az i.e. 1. században a római expanzió elérte az Al-Dunát. A mai Észak-Bulgária és a romániai Dobrudzsa területén megalakították Moesia Inferior provinciát. I.sz. 57-ben római helyőrség települt Türaszba. A Dnyeszter-Prut közének déli részén az I. itáliai és V. makedóniai légió állomásozott. A pecsétjeikkel jelölt téglákat megtalálták a Duna torkolatának bal partján.
A római fenyegetés meggyorsította a dák-géta törzsek politikai szerveződését. Az i.e 1. században Burebista egyesítette őket, ám halála után állama gyorsan szétesett. Ezután az államszerveződésük a Kárpátoktól nyugatra eső területekre korlátozódott.
A dák támadások miatt Traianus két háborúval elfoglalta a dákok földjét és megalapította Dacia provinciát, amit római és romanizált kolónusokkal telepítettek be. A Kárpátoktól keletre eső terület, a mai Moldova nem tartozott Daciához, így a romanizáció elmaradt, bár a helyi lakosság így is erőteljes római hatásnak volt kitéve.

## A népvándorlás kora

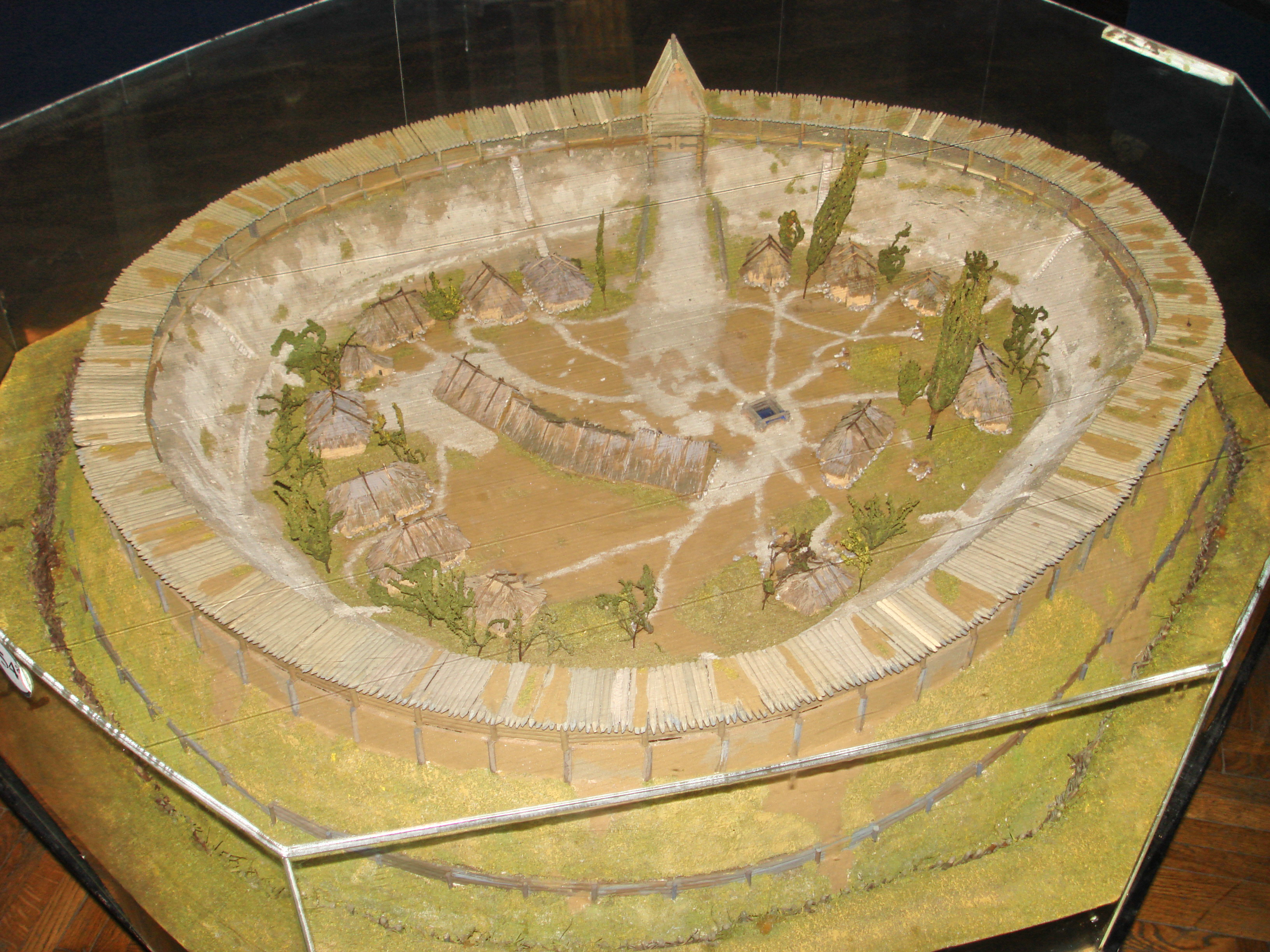
Erődített szláv település makettje

271-ben a gótok és velük szövetséges törzsek támadásai miatt a rómaiak kiürítették Daciát. A korabeli történetírók szerint a romanizált lakosság a katonákat követve, a Dunától délre költözött. A népvándorlás során a Dnyeszter-Prut közén visztulai venétek, gótok, gepidák és más népek vonultak keresztül. A 3. század elejére a mai Moldova területe a gótok uralma alá került.
A 4. század végén a gótok a hunok elől nyugatra menekültek és a régiót a hunok a birodalmukhoz csatolták.
Az 5. század végén, a 6. század elején északról szlávok áramlottak le délre a Dnyeszter, a Prut és a Szeret völgyét követve. A folyókon kényelmesen tudtak tovább közlekedni a Duna és a Balkán-félsziget felé. A helyben megtelepedett szlávok a régészeti leletek tanúsága szerint nagyrészt asszimilálták a korábbi lakosságot. Létrejött a szlávok két nagy törzsszövetsége, a keleti antok és a nyugati szklavének. Iordanes gót történetíró szerint a Dnyeszter képezte közöttük a határt. A bizánci források megőrizték néhány szklavén törzsfő nevét: Ardagasztosz, Pirogasztosz, Muszokiosz. A 12. században írt orosz Régmúlt idők elbeszélése szerint a Prut és Dnyeszter között a 7-10. században szláv tivercek éltek, egészen a Fekete-tengerig. Moldova területén összesen több mint 30 6-7. századi és kb 200 8-9. századi valamikori szláv települést tártak fel. Ezek az első dunai bolgár birodalom uralma alá tartoztak.
A 9. században a terület mintegy fél évszázadra az Etelközben megtelepült nomád magyarok fennhatósága alá került, majd amikor azok továbbköltöztek a Kárpát-medencébe, helyüket a besenyők, a 11-12. század során pedig kunok vették át.
A nomád uralom alatt a szláv népesség létszáma jelentősen lecsökkent. Leginkább az északi erdős vidékeken maradtak meg, ahová a 12-13. században a Kárpátokból elkezdtek beköltözni az oláhok. Északról a Kijevi Rusz fejedelemségeiből is érkeztek szökött jobbágyok, törvényenkívüliek, valamilyen okból menekülők, akik Birlad városában és környékén jelentős szláv közösséget alkottak.
Miután 1223-ban a kunok a Kalka menti csatában vereséget szenvedtek a mongoloktól és nyugatra vonultak. II. András magyar király térítő missziót küldött a Kárpátok és Dnyeszter közötti területre és megszervezték a kun (később milkói) püspökséget.

## Az Arany Horda
Miután a mongolok 1237–40 között megdöntötték a Kijevi Ruszt és elpusztították vagy vazallusukká tették az orosz fejedelemségeket, 1241-ben Magyarország és Lengyelország felé indítottak hadjáratot. Eközben elfoglalták a Dnyszter-Kárpátok közét, kifosztották a városokat, a lakosság nagy részét legyilkolták. A kun püspökség megsemmisült, a kunok nagy része, fejedelmükkel, Kötönnyel együtt Magyarországra menekült. A tatárjárás után a tatárok (akik többsége ekkor már nem mongol volt, hanem különböző sztyeppei nomád népek tagjai) betelepültek a Duna torkolatvidékének és Dél-Moldovának a füves síkságaira, ez a terület közvetlenül az Arany Hordához tartozott. Észak-Moldova és a Kárpátok előhegyeinek erdőiben a lakosok bizonyos fokú függetlenséget élvezhettek, de feltehetően adót fizettek a tatároknak.
A 14. század elején Genova engedélyt kapott a kántól, hogy a Fekete-tenger partján kereskedőtelepeket állítson fel Moncastróban (a volt Türasz helyén, ma Bilhorod-Dnyisztrovszkij) és Chiliában.
A 12-14. század során a betelepedő oláhok fokozatosan többségbe kerültek a Kárpátok-Dnyeszter közén. A Dunától északra való megjelenésüket először az orosz Régmúlt idők krónikája említi, amely szerint 898-ban az oláhok és szlávok közösen éltek a Kárpátok környékén. 1164-ben a bizánci történész, Nikétasz Honiatész írt arról, hogy oláhok éltek a Kijevi Rusz Halicsi fejedelemségének közelében. Ekkoriban elsősorban a Dnyesztertől nyugatra laktak, az oláhok csak a 16-18. században kezdtek megtelepedni a Dnyeszter bal partján.

## A Moldvai Fejedelemség

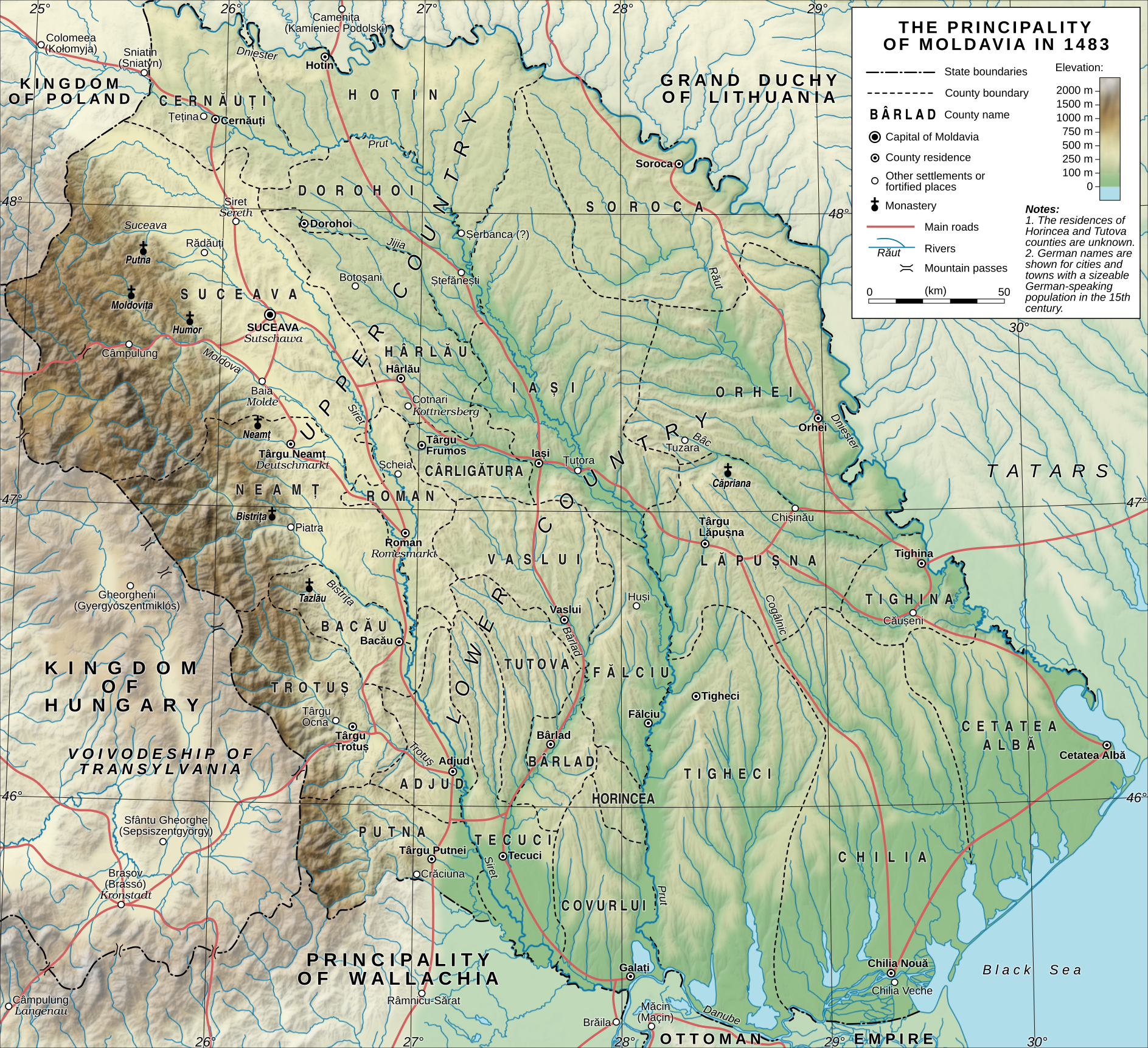
A Moldvai Fejedelemség 1483-ban

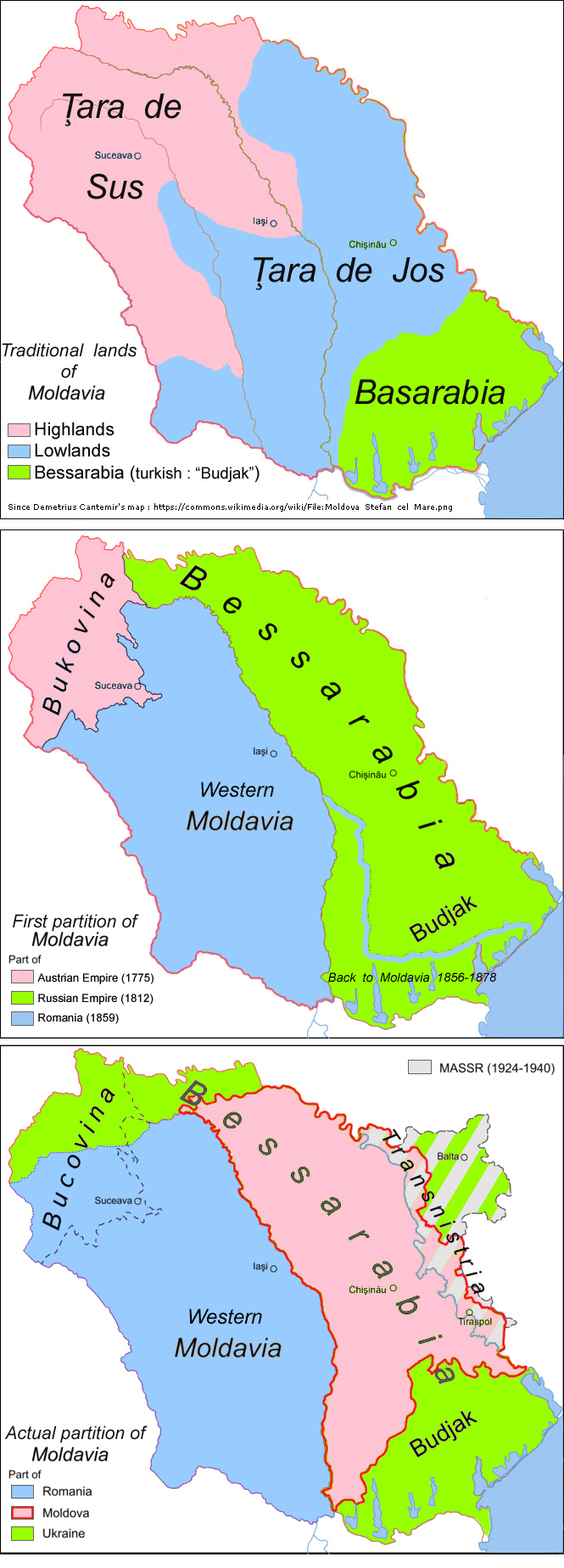
Moldva különböző felosztásai a 15., 18. században és 1940-ben

A 14. század közepére az Arany Horda meggyengült, perifériáin egyre kevésbé volt képes megtartani hatalmát. 1345-ben Lackfi András székely ispán a rendszeres tatár fosztogatásokat megtorlandó, átkelt a Kárpátokon és nagy győzelmet aratott a tatárok fölött, akik a következő években is megismétlődő székely támadások elől visszahúzódtak a Dnyeszteren túlra. Nagy Lajos magyar király 1352-ben (más források szerint 1359-ben) megbízta Dragoș máramarosi vajdát, hogy alapítson egy tatárok elleni védvonalat és kérelmet intézett VI. Kelemen pápához, hogy engedélyezze  a milkói püspökség újjászervezését. Létrejött a Moldvai Fejedelemség, amelynek első ura, Dragoș a magyar király vazallusa volt.
Dragoș után fia Szasz, majd unokája, Balk volt a moldvai vajda. 1359-ben (más források szerint 1363-65 között) a király ellen lázadó Bogdan máramarosi oláh vajda híveivel átkelt a Kárpátokon, megdöntötte Balk hatalmát és független fejedelemnek nyilvánította magát. Nagy Lajos ezután hadjáratot vezetett Moldvába, de nem sikerült teljesen elérnie célját: Bogdan a helyén maradt és a király nem nevezhetett ki moldvai vajdát, viszont az névlegesen elismerte őt hűbérurának.
Bogdan fia, Lațcu katolikus hitre tért át és a pápától kért engedélyt egy Szeret központú püspökség létrehozására. Lépése feltehetően politikai indíttatású volt, mert legerősebb szomszédai ekkor a katolikus Magyarország és Lengyelország voltak. Utódai azonban visszatértek az ortodox valláshoz. A 14. század végén Bogdan fia, I. Péter fejedelem a lengyel királynak, Jagellónak tett vazallusi esküt. Észak felé sikerült kiterjesztenie hatalmát és 3 ezer ezüstdénárért cserébe a lengyel királytól megkapta zálogba Pokuttya régiót.
Utóda, I. Roman dél felé terjeszkedett és a tatároktól elhódította a tengermenti Kilia és Belgorod erődjeit. 1394-ben beavatkozott a lengyel-litván belügyekbe, támogatta Korjatovics Tódor lázadását, emiatt annak bukása után kénytelen volt lemondani fia, I. István javára. István nyíltan elismerte a lengyelektől való függését. Utódja I. „Jó” Sándor fenntartotta a lengyel orientációt, a moldvai csapatok részt vettek a Teuton lovagrend elleni grünwaldi csatában és Marienburg ostrománál is. Szövetséget kötött Havasalfölddel is, így a lengyelekkel együtt ellent tudott állni az ellenséges Magyarországnak (amely ekkor a teutonok szövetségese volt). Stabilizálta az ország helyzetét és bátorította a kereskedelmet. A Dél-Moldvára törő török sereget sikerült kivernie.
A Moldvai Fejedelemség III. „Nagy” István idején (1457-1504) között ért el hatalma csúcspontjára. István sikeresen harcolt a magyarok, lengyelek, havasalföldiek és törökök ellen; ahogyan dicsekedve mondta, 48 csatájából 46-ot megnyert. 1467-ben beavatkozott az erdélyi felkelésbe, emiatt Mátyás magyar király hadjáratot indított ellene, de a moldvabányai csatában Mátyás megsebesült, ezért vissza kellett fordulnia.
Utóda, III. Bogdan 1514-ben védnökséget kért a török szultántól, mert a krími tatárok pusztító betöréseket intéztek az országába. A török befolyás ezután folyamatosan erősödött és 1546 után gyakorlatilag teljesen függő helyzetbe kerültek a szultántól, még a fejedelmeket az ő nevezte ki.
A 17. századi fejedelmek közül kiemelkedik Vasile Lupu, aki húszéves uralkodása alatt nagy vagyont gyűjtött össze és látványos építkezésekbe kezdett, támogatta a művészetet és kultúrát. Megpróbálta fiát ültetni Havasalföld trónjára , de többször is vereséget szenvedett és végül a bojárok elűzték.
1711-ben Dimitrie Cantemir fejedelem a függetlenné válás reményében szövetséget kötött I. Péter orosz cárral, de a pruti hadjárat orosz katasztrófába torkollott, Dimitrie pedig Szentpétervárra menekült. Moldva kormányzásában a görög származású fanarióta fejedelmek korszaka következett, amelyet a túladóztatás, a magas korrupció és időnként (az orosz-török és osztrák-török háborúk idején) idegen hadak áthaladása jellemzett.
1774-ben a kücsük-kajnardzsi békében a szultán kénytelen volt beleegyezni, hogy – bár Moldva továbbra is Törökország uralma alatt maradt – az orosz cár beavatkozhasson az ortodox vallású alattvalók védelmében. 1775-ben Ausztria elcsatolta az észak-moldvai Bukovinát. Ekkoriban Dél-Moldvában a 15. századi török hadjáratok során beköltözött nogáj tatárok, a Budzsáki Horda lakott, szállásterületük a Prut-Dnyeszter közének 55%-át tett ki.
1792-ben a jászvásári békében Oroszország elcsatolta a Dnyesztertől keletre eső moldvai régiót. Ezt követte 1812-ben a bukaresti béke, amelyben a Prut-Dnyszter köze is a cár uralma alá került és egyúttal átkereszteltek Besszarábiára. Az itt élő törököket és nogájokat kiköltöztették; egy részük Törökországba, a többiek a Krímre vándoroltak.
Nyugat-Moldva török vazallus maradt, egészen 1859-ig, amikor Alexandru Ioan Cuzát mind Moldva, mind Havasalföld fejedelmévé választották és egyesülésükkel létrejött Moldva–Havasalföld Egyesült Fejedelemségek. Ma Nyugat-Moldva Románia része.

## Besszarábia az Orosz Birodalomban

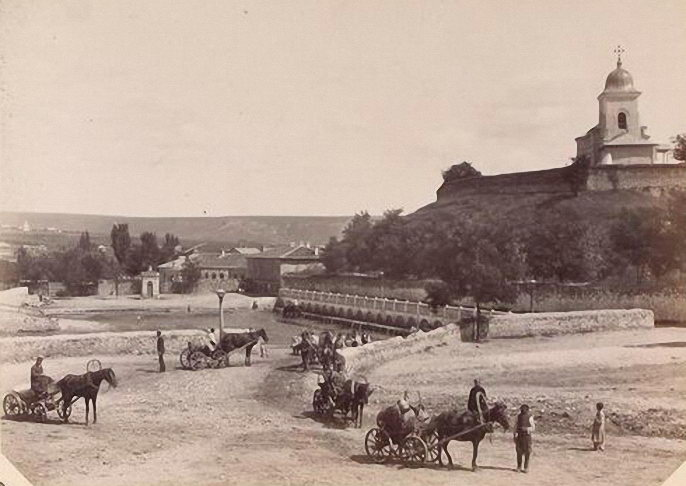
A chişinăui Măzărache-templom (1889)

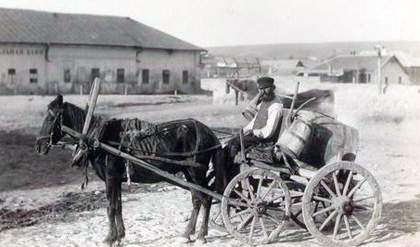
Chișinăui vízhordó (kb. 1900)

Kelet-Moldva a fejedelemség szegényebbik része volt; területének felét tetti ki, de lakosságának csak negyede élt itt. Déli régiója (ahol korábban tatárok éltek és török nagybirtokok voltak) különösen ritkán lakott volt. Ide a cári hatóságok Törökországból menekülő bolgárokat, gagauzokat, valamint németeket, ukránokat, oroszokat és észak-besszarábiai moldávokat telepítettek.
A moldávok kezdetben részleges autonómiával bírtak. 1818-ban megalakult a Besszarábiai terület, amelynek adminisztratív felügyeletét részben az orosz kormányzó, részben a cár által kinevezett és helyi, választott tagokat egyaránt tartalmazó területi legfelső tanács látta el. 1828-ban I. Miklós cár a tanács jogkörét jelentősen megkurtította, csak tanácsadói jogosítvánnyal rendelkezett és csak évente kétszer ült össze. Egyúttal utasításba adta, hogy minden tisztviselőnek tudnia kellett oroszul. A hivatalos iratok nagy része is ezen a nyelven készült, bár 1854-ig szórványosan előfordultak román nyelvű iratok is. 1821 után valamennyi besszarábiai ortodox érsek orosz nemzetiségű volt. Egy ideig párhuzamosan használták a román és orosz nyelvet a templomokban, de Pavel Lebegyev idején (1871–1882) minden istentiszteletet oroszul végeztek és bezárták a román nyelvű egyházi könyveket kiadó nyomdát is. 1835-ben a hatóságok bejelentették, hogy hét év alatt minden iskolát orosz nyelvűre állítanak át. Az intézkedés lassan haladt, de 1867-re megszűnt a román nyelvű oktatás. 1912-ben a besszarábiai moldávok 10,5%-a tudott csak írni-olvasni, míg a helyi németek 63%-a, a zsidók 50-% és az oroszok 40%-a volt írástudó.
Az 1829-es drinápolyi békében Oroszország elcsatolta Törökországtól a Duna-deltát, amelyet Besszarábiához került; a terület a krími háborút lezáró 1856-os párizsi békében került vissza a szultán tulajdonába. Ugyanekkor a délnyugat-besszarábiai Izmaili kerület is a törököké lett, de ezt 1878-ban a berlini szerződés visszaszolgáltatta Oroszországnak.
1854-ben Besszarábiában bevezették a kormányzósági rendszert (de csak 1873-ban nevezték át) és autonómiájának maradékát is elvesztette. 1861-78 között végrehajtották a jobbágyreformot és a lakosság 58,6%-át kitevő jobbágyok felszabadultak. Egyúttal bevezették az orosz zemsztvo-rendszert. 1869-72 között 80 kisebb-nagyobb parasztfelkelésre került sor, 41 esetben a katonaságot is igénybe kellett venni a letörésükre.
Kisinyovban (ahol az 1897-es népszámlálás szerint a lakosok 46%-a zsidó volt) 1903. április 6—7-én az egész Orosz Birodalom egyik legnagyobb pogromja zajlott. 

## A Moldáv Demokratikus Köztársaság

A Moldáv Demokratikus Köztársaság zászlaja

Az 1905-ös orosz forradalom után Besszarábiában nacionalista mozgalom vette kezdetét. Az 1917-es februári forradalom és a cár lemondása után létrejött a nemzetgyűlés, a Sfatul Țării, amely 1917. december 15-én kikiáltotta az autonóm Moldáv Demokratikus Köztársaságot. Az antant és a román front orosz erőinek parancsnoka, a fehér Dmitrij Scserbacsev jóváhagyásával a román hadsereg bevonult a köztársaságba, névleg azért, hogy fenntartsa a dezertőrök miatt megingott közrendet. A nemzetgyűlés 1918. február 6-án kimondta a Moldáv Demokratikus Köztársaság függetlenségét, április 9-én pedig megszavazta a Romániával való egyesülést. A szavazás a román hadsereg nyomására történt, a katonák körülvették a nemzetgyűlés épületét, sőt jelen voltak az ülésteremben is. A nyílt szavazáson 86-an szavaztak az egyesülésre, 3-an ellene.
Az egyesülés feltételéül szabták, hogy Besszarábiának autonómiát kell kapnia és végre kell hajtani a földosztást. Az autonómiát azonban már 1918 nyarán kikezdték, amikor a zemsztvók élére a kormány nevezte ki a vezetőket, míg a cári időkben azokat választották. Besszarábiát egy királynak felelős komisszár kormányozta, a Sfatul Țăriinak csak tanácsadói szerep jutott. Bevezették a statáriumot és az újságok cenzúráját. 1918 novemberében valamennyi korábbi egyesülési feltételt eltöröltek, a Sfatul Țării pedig feloszlott. 1919. december 29-én a román parlament megszavazta Erdély, Bukovina és Besszarábia csatlakozását. 

## A Román Királyságban

Nagy-Románia 1930-ban

Az egyesülést az antant elismerte, a szovjet kormány azonban nem, arra hivatkozva, hogy az uniót a román hadsereg erővel kényszerítette ki és nem történt népszavazás a kérdésben. Moszkva az 1919. május 19-én Odesszában kikiáltott Besszarábiai Szovjet Szocialista Köztársaság száműzetésben lévő kormányát ismerte el jogos kormányzatnak. 1924-ben a dél-moldvai Tatarbunariban a bolsevikok megpróbáltak kirobbantani egy parasztfelkelést, majd annak kudarca után Besszarábia Dnyesztertől keletre eső, szovjet fennhatóság alatt maradt részén megalakították az Ukrán SZSZK-hoz tartozó Moldáv Autonóm SZSZK-t. A Szovjetunió és a Román Királyság csak 1934-ben vette fel egymással a diplomáciai kapcsolatot.
Az 1918–1919-ben végrehajtott földreform a kisbirtokosok megerősödését hozta magával. A moldáv népesség 87%-a élt ekkor vidéken. A kiosztott telkek azonban igen kicsik voltak és a kormánypárti politikusok és tisztviselők aránytalanul nagy birtokokhoz jutottak. Besszarábia továbbra is elmaradottnak számított Romániához képest, gazdasága túlnyomó részét a mezőgazdaság tette ki, bár 1930-ra már a lakosok 37%-a tudott írni olvasni (a román átlag ekkor 60% volt). A hatóságok jelentős erőfeszítéseket tettek az országrész nem-román nyelvű lakosságának (1930-ban 43,5%) elrománosítására; számos kisebbségi iskolát és kulturális intézményt bezártak.
Chișinăuban 1919-ben konzervatórium, 1927-ben teológiai fakultás, 1933-ban pedig mezőgazdasági egyetem nyílt. 1939-ben megalakult a Szépművészeti múzeum. 1926-ban elindultak az első Moldvába és Besszarábiába tartó légijáratok, amelyeket a Francia-Román Légiközlekedési Társaság üzemeltetett. 

## A második világháború

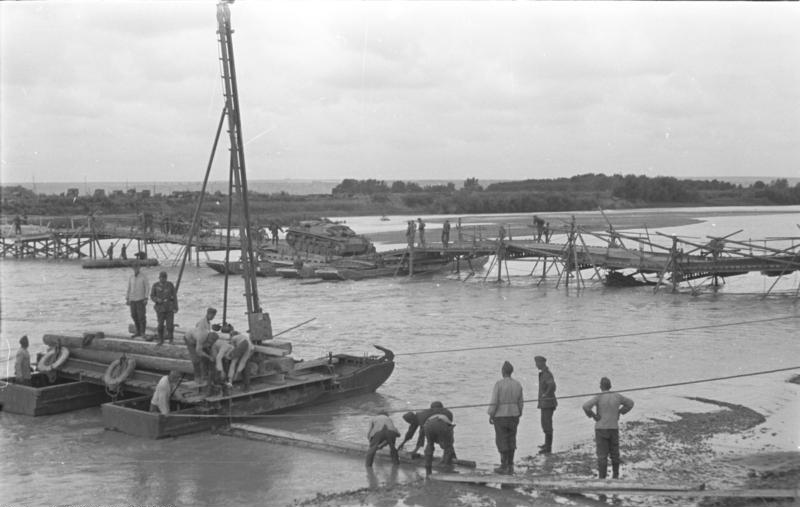
Román és német csapatok átkelése a Pruton (1941. július 1.)

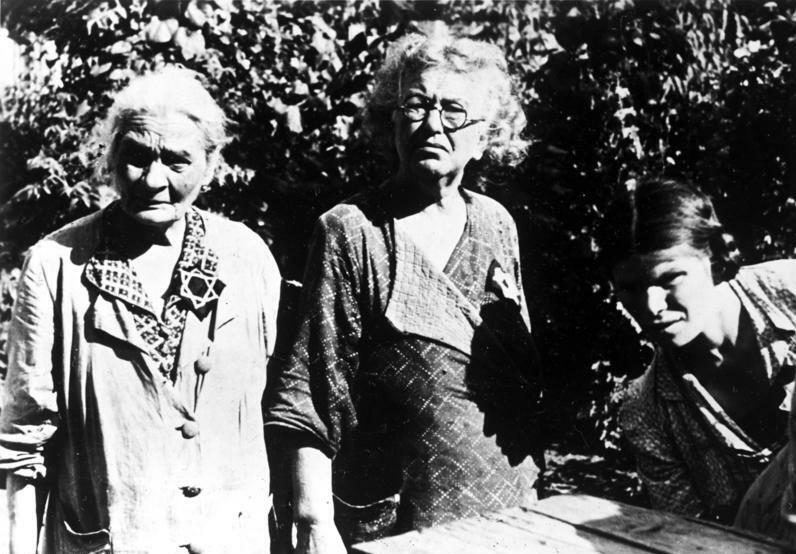
Zsidó nők a chișinăui gettóban

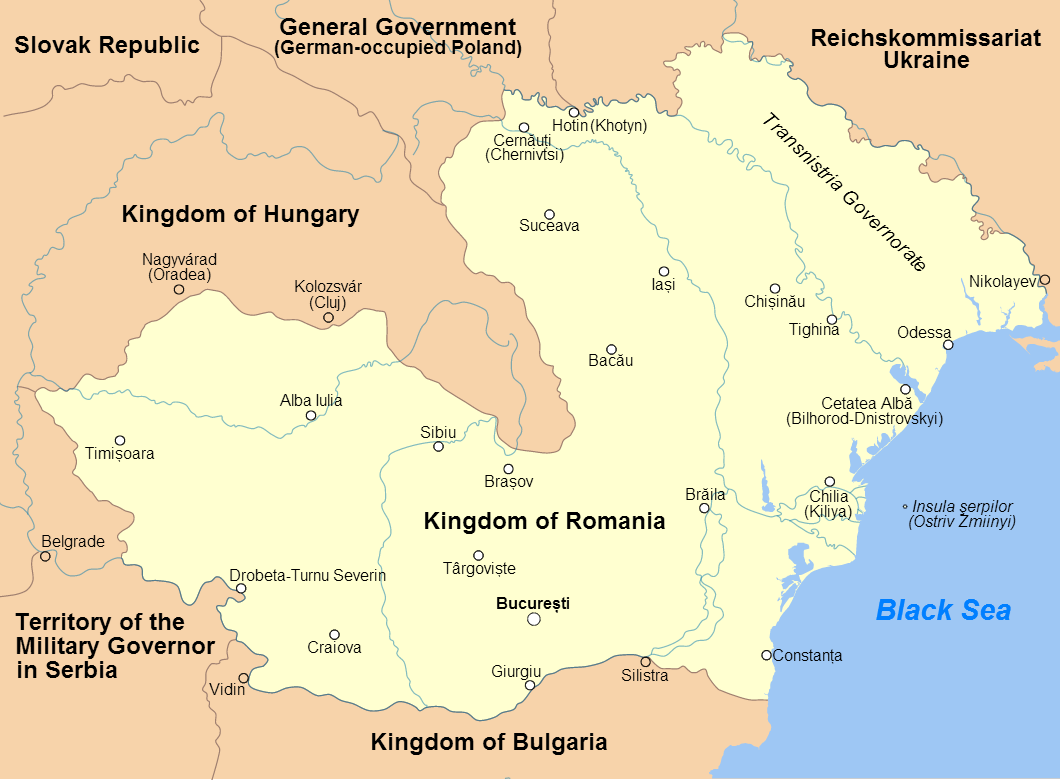
Románia 1942-ben

Az 1939-ben kötött Molotov-Ribbentrop paktum titkos záradékában a Szovjetunió kijelentette, hogy igényt tart Besszarábiára. 1940. június 26-án a moszkvai kormány ultimátumot intézett Romániához, amelyben Besszarábia és Észak-Bukovina átadását követelte. Hitler és Mussolini azt javasolta II. Károly királynak, hogy fogadja el a követelést. Június 28-án szovjet csapatok elkezdték az országrészek megszállását.
1940. augusztus 2-án létrejött a Moldáv Szovjet Szocialista Köztársaság, amelynek határai azonban némileg eltértek Besszarábia hagyományos területétől. Az ukrán többségű régiókat Észak-Bukovinában, és Dél-Moldvában Ukrajnához csatolták (ezzel elvesztette kapcsolatát a Fekete-tengerrel), míg a Dnyeszter menti, 49%-os moldáv lakossággal bíró ukrajnai sávot Moldávia kapta meg.
Moldávia a többi szovjet tagköztársasághoz hasonlóan sokat szenvedett a sztálini önkény éveiben. A nemzetiségek egy részét az Urálba, Szibériába és Kazahsztánba deportálták. A legnagyobb kontingensek 1941. június 12-13-án (19 ezer ember) és 1949. július 5–6-án (35 ezer) indultak. Mintegy 90 ezer embert letartóztattak, száműztek vagy kivégeztek.
Bevezették a (románnal alapvetően megegyező) moldáv nyelv cirill betűs ábécéjét, amit még 1924-ben kezdtek el kidolgozni a Moldáv ASZSZK-ban.
Miután 1941. június 22-én Németország megtámadta a Szovjetuniót, Románia is hadat üzent. A 11. német hadsereggel megerősített román hadsereg (mintegy 600 ezer ember) első támadását a szovjetek feltartották, de amikor a németek mélyen behatoltak Nyugat-Ukrajnába, a moldáviai erőik bekerítését elkerülendő, július 21-ére teljesen visszavonultak a Dnyeszter mögé. A Moldáv SZSZK Dnyeszterig terjedő részét Románia annektálta, a Dnyeszter és a Déli-Bug közötti régióban pedig létrehozták az általuk adminisztrált Transznisztriai kormányzóságot Odessza központtal. Ezt idővel szintén Romániához kívánták csatolni; Hitler ezzel kompenzálta Antonescut a Magyarországnak juttatott Észak-Erdély miatt.
Antonescu már 1941. július 17-én kiadta a parancsot, hogy valamennyi besszarábiai és bukovinai zsidót lágerekbe vagy gettókba kell elkülöníteni. A legnagyobb lágerek Vertiujeni-ben (23 ezer fő), Secureni-ben (20 ezer fő) és Edineţben (13 ezer fő) voltak. December 9-én az összegyűjtött zsidókat Transznisztriába transzportálták, ahol lágerekbe gyűjtötték őket. A táborok nem voltak képesek ennyi embert elszállásolni és ellátni, így azok ezerszámra estek az éhség és a hideg áldozatául. Mire a szovjet hadsereg visszafoglalta Transznisztriát, román adatok szerint 270 ezer zsidó pusztult el és mintegy 50 ezer maradt életben.
A Vörös Hadsereg 1944 áprilisában tért vissza Észak-Moldovába és augusztus végére a tagköztársaság teljes területét visszafoglalták. A világháborút lezáró párizsi béke visszaállította az 1940-es román-szovjet határt.

## A Moldáv SZSZK

A Moldáv SZSZK címere

1946-ban az aszály és a beszolgáltatási kötelezettség miatt súlyos éhínség sújtotta a Szovjetunió délnyugati részét és csak Moldáviában 216 ezerre becslik a halálos áldozatok számát. A visszatérő szovjethatalom ellen szórványos fegyveres ellenállás is mutatkozott, a legismertebb a Armata Neagră (Fekete sereg) nevű csoport, amely 1949-50-ben volt aktív. Az állambiztonsági erők az ellenállókkal és politikai aktivistákkal együtt a kisegyházak (főleg Jehova tanúinak) tagjait is letartóztatták és bebörtönözték vagy deportálták.
A háború utáni időszakban megkezdődött az alapvetően agrárjellegő moldáv gazdaság iparosítása. A különböző iparágak elsősorban a nagyvárosok köré és Transznyisztriába települtek; ezzel együtt orosz és ukrán nemzetiségű munkásokat és mérnököket is telepítettek az üzemek ellátására. A 70-es, 80-as években a humán értelmiség és a közigazgatás főleg moldávokból, míg a műszaki értelmiség jellemzően oroszokból és ukránokból állt.
1969-ben kisinyovi értelmiségiek egy csoportja megalakította a Nemzeti Hazafias Frontot, amely Moldova függetlenségét tűzte ki célul. A titkos társaságnak mintegy száz tagja volt, de a KGB 1971-re rájött létezésére és a tagokat hosszú börtönbüntetésre ítélték.
A nacionalista, függetlenséget vagy Romániával való egyesülést sürgető mozgalmak Mihail Gorbacsov peresztrojkája nyomán éledtek fel ismét az 1980-as évek közepén. 

## A függetlenség kivívása

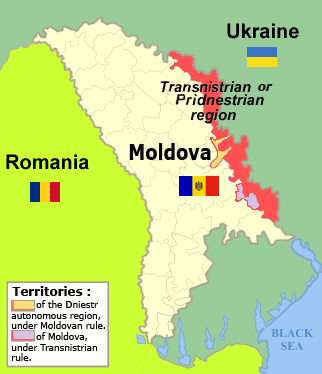
Transznyisztria

1988-ban megalakult a Moldovai Demokratikus Mozgalom, amely egy évvel később átalakul Moldovai Népfronttá. A mozgalom egyik első követelése az volt, hogy állítsák vissza a latin betűs ábécét. Az erősödő nacionalista törekvések miatt a Népfrontot elhagyták az oroszok, ukránok és gagauzok képviselői. A szláv kisebbségek 1989-ben Transznyisztriában 1989-ben megalapították a Jegyinsztvo-Unitatea (Egység) mozgalmat, ugyanennek az évnek a novemberében pedig létrejött a Gagauz Halkî (Gagauz Nép).
1990 februárjában megtartották az első demokratikus parlamenti (ekkor még Legfelsőbb Tanácsnak hívták) választást, amit a Népfront nyert meg. A Legfelsőbb Tanács elnöke (szeptembertől a köztársaság elnöke) a reformkommunista Mircea Snegur lett. A kisebbségek egyre gyanakvóbban figyelték a kormány olyan lépéseit, amikor az ország zászlaját a román trikolórra, himnuszát pedig a román himnuszra cserélték le. Egyre erősebbek lettek a Romániával való egyesülést követelő hangok is. A kormány 1990 augusztusában megtagadta, hogy a transznyisztriaiak és a gagauzok területi autonómiát kapjanak. Erre válaszul Dél-Moldovában kikiáltották a Gagauz Autonóm SZSZK-t, amit szeptemberben a Dnyesztermelléki Moldáv SZSZK követett Tiraspol központtal. A parlament ezeket törvénytelennek minősítette és október közepén mintegy harmincezer felfegyverzett nacionalista önkéntest küldött ellenük. A fegyveres összecsapást az ott állomásozó 14. szovjet hadsereg intervenciója akadályozta meg. A két autonóm köztársaság és a moldáv parlament képviselői Moszkvában találkoztak, de nem sikerült megegyezésre jutniuk.
1991 májusában az ország nevét Moldovai Köztársaságra változtatták, a Legfelsőbb Tanács pedig a Moldovai Parlament nevet kapta. Amikor 1991 augusztusában a keményvonalas kommunisták Moszkvában megpróbálták puccsal átvenni a hatalmat, Moldova kormányzata nyíltan Borisz Jelcint támogatta. A puccs bukása után, augusztus 27-én Moldova kikiáltotta a függetlenségét.
Decemberben Stepan Topalt választották Gagauzia, Igor Szmirnovot pedig Transznyisztria (Dnyesztermelléki Köztársaság) elnökévé.

## A mai Moldova
1991–1992 telén a moldovai rendőrség és transznyisztriai erők között még feszültebbé vált a helyzet és március-július között fegyveres összecsapásokra is sor került. A 14. hadsereg a szeparatisták oldalán beavatkozott és a háború félbeszakadt. 1992. július 21-én a felek Moszkvában tűzszünetet kötöttek. Azóta a konfliktus befagyott, Transznyisztriát egyetlen ENSZ-tagállam sem ismeri el és az orosz hadsereg Moszkva által aláírt nemzetközi szerződések ellenére továbbra is a helyszínen tartózkodik.
1992. március 2-án Moldovát felvették az ENSZ-be. 1993-tól kezdve a moldovai kormány kezdett eltávolodni Romániától. Az 1994-es alkotmány a „moldáv nyelv” kifejezést használja és a himnuszt a Limba noastră-ra cserélték.
1992-ben bevezették a piacgazdaságot és liberalizálták az árakat, ami hatalmas inflációhoz vezetett. Az ország 1992–2001 között folyamatos gazdasági válságban volt, a szovjet viszonyokra tervezett ipar – elsősorban a gépgyártás – csődbe jutott és a lakosság többsége a szegénységi küszöb alá került. 1993-ban a szovjet rubel helyett bevezették a nemzeti valutát a moldáv lejt. Moldova 2001-re kászálódott ki at átmenet válságából és sikerült 5-10% közötti GDP-növekedést produkálnia. A moldávok jelentős százaléka külföldön (Dél-Európában, Törökországban, Oroszországban) keresett munkát. Hazautalt fizetésük a GDP 38%-át tette ki. Nagyon erős a feketegazdaság, az ország tényleges gazdasági ereje valószínűleg nagyobb, mint a hivatalos 1712 dollár/fős GDP.
Mircea Druc (1990–1991) és Valeriu Muravschi (1991–1992) nacionalista kormányát a mérsékelt Andrei Sangheli miniszterelnöksége követte, aki elkezdte a román kapcsolat lazítását. 1994-ben elfogadták a törvényt Gagauzia autonóm státuszáról.

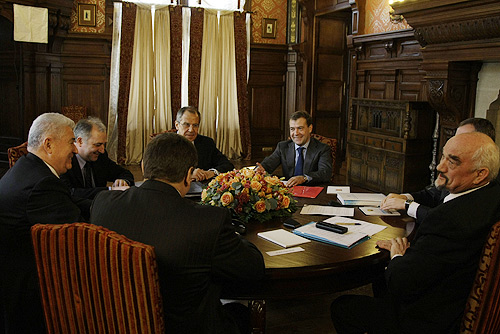
Vladimir Voronin (bal szélen) moldáv elnök, Dmitrij Medvegyev (jobbra középen) orosz miniszterelnök és Igor Szmirnov (jobbra) transznyisztriai elnök találkozója 2009-ben

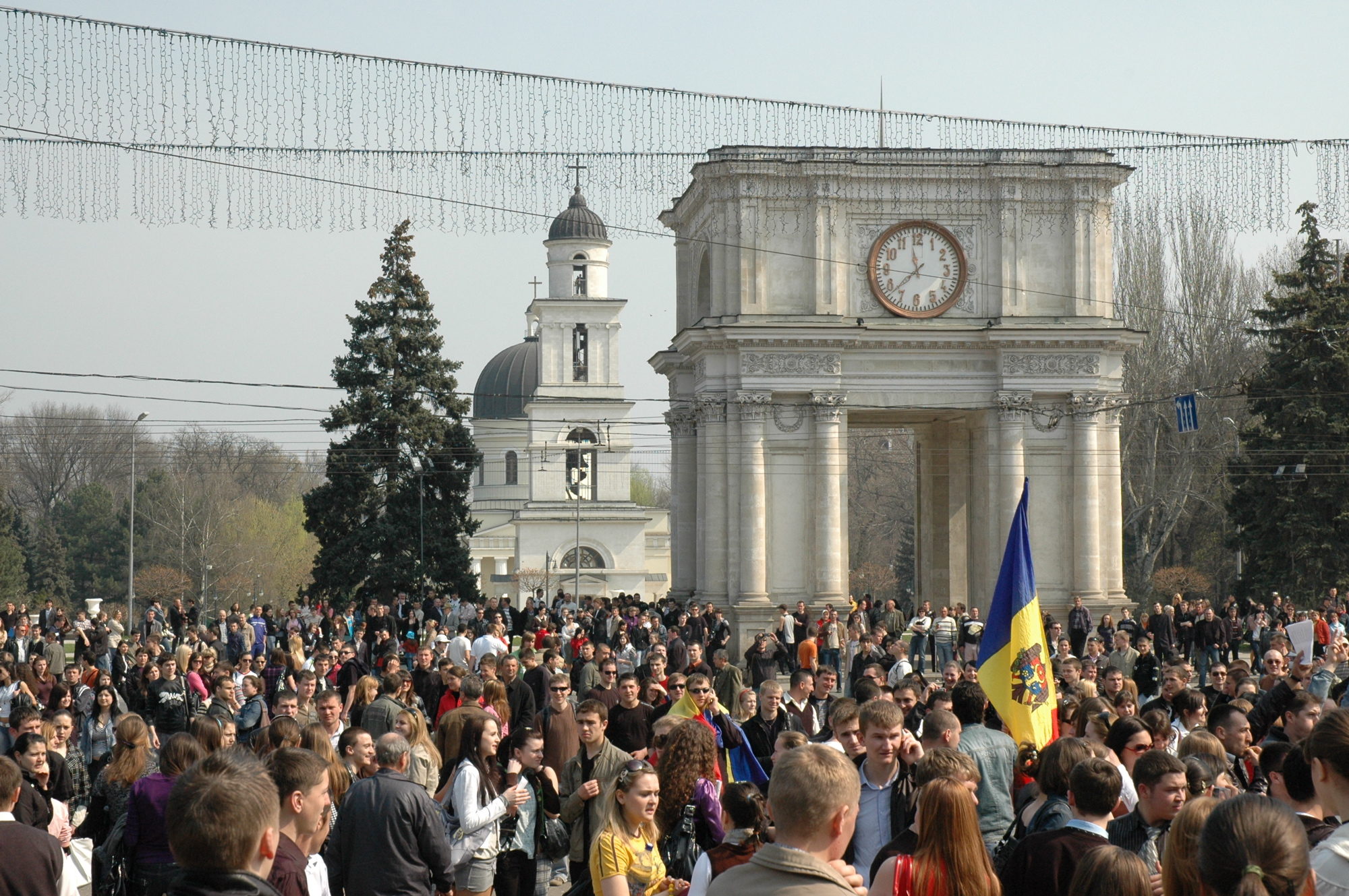
Tüntetés 2009-ben

1996-ban a Moldáv Kommunista Párt volt főtitkárát, Petru Lucinschit választották köztársasági elnöknek. Az 1997-es parlamenti választásokat több kisebb kommunistaellenes párt szövetsége, a Szövetség a Demokráciáért és Reformért nyerte, de Ion Ciubuc kormánya folyamatos politikai instabilitással küzdött. Az 1998-as orosz gazdasági válság Moldovában is erőteljesen éreztette hatását. A lakosság 75%-a került a szegénységi küszöb alá, 600 ezren külföldön kerestek munkát.
1999 februárjában Ion Sturza alakított kormányt, de már decemberben megbukott és őt Dumitru Braghiş követte a miniszterelnöki székben. 2000-ben megszavazták, hogy a köztársasági elnököt ne közvetlenül a nép, hanem a parlament válassza. 2001-ben a választásokat a kommunista párt nyerte 49,9%-kal, ők pedig Vladimir Voronin választották köztársasági elnöknek. A kormányfő Vasile Tarlev lett. 2002-ben a Kereszténydemokrata Párt tömegtüntetéseket szervezett Chișinăuban, mert a kormány második államnyelvvé akarta tenni az oroszt és be akarta vezetni kötelező oktatását az iskolákban. A tüntetések hatására elálltak a tervtől.
2003-ban Oroszország föderális átalakulást javasolt a transznyisztriai patthelyzet feloldására, amit a moldovai kormány elutasított, mert a kisebbségek így bármilyen politikai kérdésben vétójogot kaptak volna. Az orosz viszony lehűlésével az ország az Európai Unió felé kezdett közeledni.
A 2005-ös választást szintén a kommunisták nyerték és a köztársasági elnök és a miniszterelnök megkezdthette második terminusát. 2008-ban Tarlevet Zinaida Greceanîi váltotta a kormány élén. A 2009-es parlamenti választáson ismét a kommunista párt győzedelmeskedett 49,48%-kal. Az ellenzéki pártok és egyes nem-kormányzati szervezetek tüntetéseken tiltakoztak, mert szerintük a kormány elcsalta a választást. A tüntetések 2009. április 7-én zavargássá fajultak, a tömeg betört a köztársasági elnök hivatalába és a parlamentbe, kifosztották és felgyújtották az épületet. A rendőrség másnap felszámolta a tüntetést, több száz résztvevőt letartóztattak. Az eseményeknek három halálos áldozata is volt. Voronin azt állította, hogy a tüntetés Románia által szervezett puccskísérlet volt, míg az ellenzék provokátorok alkalmazásával vádolta a kormányzatot.
Miután a parlament képtelen volt új köztársasági elnököt választani, 2009 júliusában újabb választásokat tartottak és a kommunista pártot az Európai Integráció Szövetsége váltotta az ország vezetésében. 2010 végén újabb választásokat tartottak, amely nem változtatott a pártok erősorrendjén. 2012-ben a parlament a kommunista bojkott ellenére végre elnököt tudott választani Nicolae Timofti személyében, így az évek óta tartó politikai válság véget ért. 2014 novemberében a választók megerősítették helyén az Európa-párti pártok szövetségét. 2022-től az Európai Unió tagjelöltje.

## Fordítás
- Ez a szócikk részben vagy egészben  a(z)   История Молдавии című orosz Wikipédia-szócikk ezen változatának fordításán alapul.  Az eredeti cikk szerkesztőit annak laptörténete sorolja fel. Ez a jelzés csupán a megfogalmazás eredetét és a szerzői jogokat jelzi, nem szolgál a cikkben szereplő információk forrásmegjelöléseként.
- Ez a szócikk részben vagy egészben  a   History of Moldova című angol Wikipédia-szócikk ezen változatának fordításán alapul.  Az eredeti cikk szerkesztőit annak laptörténete sorolja fel. Ez a jelzés csupán a megfogalmazás eredetét és a szerzői jogokat jelzi, nem szolgál a cikkben szereplő információk forrásmegjelöléseként.